# Пахомов, Дмитрий Фёдорович
Дмитрий Фёдорович Пахомов (11 марта 1920, Конево, Алтайская губерния — 11 марта 1945, Старгард-ин-Поммерн, гау Померания) — советский воин-танкист в Великой Отечественной войне, Герой Советского Союза (27.02.1945. Гвардии сержант.

## Биография
Дмитрий Пахомов родился 11 марта 1920 года в селе Конево (ныне — Краснозёрский район Новосибирской области). После окончания четырёх классов школы работал трактористом в Казахской ССР. В октябре 1942 года Пахомов был призван на службу в Рабоче-крестьянскую Красную Армию. С июня 1943 года — на фронтах Великой Отечественной войны. Воевал в рядах 1441-го самоходно-артиллерийского полка 16-го танкового корпуса (приказом наркома обороны СССР от 20 ноября 1944 года полк и корпус получили гвардейские звания и стали именоваться соответственно 393-м гвардейским самоходно-артиллерийским полком и 12-м гвардейским танковым корпусом).
В январе 1945 года механик-водитель самоходной артиллерийской установки 393-го гвардейского самоходно-артиллерийского полка 11-го гвардейского танкового корпуса 2-й гвардейской танковой армии 1-го Белорусского фронта гвардии сержант Дмитрий Пахомов особенно отличился во время освобождения Польши в ходе Висло-Одерской наступательной операции.
16 января 1945 года Пахомов вместе со своим экипажем в составе танкового отряда атаковал железнодорожную станцию Сохачев. Пахомов перерезал путь движения вражескому эшелону, а его товарищи огнём орудия разбили паровоз. Ночью того же дня точно так же был уничтожен ещё один эшелон, следующий к обороняющимся немецким войскам.
Указом Президиума Верховного Совета СССР от 27 февраля 1945 года за «мужество и героизм, проявленные на фронте борьбы с немецкими захватчиками» гвардии сержант Дмитрий Пахомов был удостоен высокого звания Героя Советского Союза. Орден Ленина и медаль «Золотая Звезда» он получить не успел, так как 5 марта 1945 года получил тяжёлые ранения, от которых скончался в госпитале города Старгард-Щециньски. Похоронен на воинском кладбище Старгарда-Щециньского.
Был также награждён орденом Отечественной войны 1-й степени (3.02.1945) и медалью «За отвагу» (19.08.1944).

## Память
В честь Пахомова названы улицы в его родном селе и ауле Шакпак Жамбылской области Казахстана, установлен бюст в Краснозёрском.